# 杜賓卡 (卡緬涅茨-波多利斯基區)
48°48′11″N 26°29′46″E / 48.80306°N 26.49611°E
杜賓卡（烏克蘭語：Дубинка），是烏克蘭的村落，位於該國西部赫梅利尼茨基州，由卡緬涅茨-波多利斯基區負責管轄，始建於1992年，面積4.39平方公里，2001年人口213，人口密度每平方公里48.6人。